# Rekhassim
Rekhassim (en hebreu, רכסים) és un consell local del districte de Haifa d'Israel. És situat a 12 km de Haifa, entre Qiryat Atta i Neixer. Fou fundat el 1952. Molts dels habitants de Rekhassim són jueus haredi, és a dir, ultraortodoxos, i un 57% dels infants de la ciutat van a escoles ultraortodoxes.
La ciutat també compta amb part dels 4.000 immigrants jueus provinents de l'Índia. Aquests immigrants, que van arribar a Israel entre els anys setanta i vuitanta, es troben ara repartits entre Rixon le-Tsiyyon, Asdod, Beerxeba, Jerusalem, Qiryat Byaliq i Rekhassim.